# Lukáš Klačanský
Lukáš Klačanský (* 6. Oktober 1981) ist ein slowakischer Badmintonspieler. 

## Karriere
Lukáš Klačanský wurde 2002 nationaler Meister in der Slowakei. Weitere Medaillen erkämpfte er sich 1998, 1999, 2001, 2004, 2005, 2006 und 2013. 1999 und 2001 startete er bei den Badminton-Weltmeisterschaften.